# The G-Clefs
The G-Clefs waren eine US-amerikanische R & B-Gesangsgruppe.
Das Quintett, bestehend aus den Brüdern Teddy, Chris, Timmy und Arnold Scott sowie Ray Gibson, begann Anfang der 1950er Jahre in Roxbury, Massachusetts, zunächst mit Gospel.
1956 bekam die Gruppe einen Plattenvertrag und nahm als erstes den Song "Ka-Ding Dong" (US Platz 24) auf, bei dem ein junger Gitarrist namens Freddy Cannon sein Debüt gab. Dieser sollte später mit Songs wie "Tallahassee Lassie" oder "Palisade Park" auch als Sänger berühmt werden.
Anschließend tourten die G-Clefs durch die Staaten, bevor sie sich in Boston niederließen. Erst 1961  gingen sie dann wieder ins Studio und nahmen das Lied "I Understand" auf, das ihr erster und einziger Top-Ten-Erfolg (US Platz 9, UK Platz 17) wurde. Anschließend trennte sich die Gruppe.